# بوریس شربینا
بوریس ایوداکیموویچ شربینا (روسی: Борис Евдокимович Щербина؛ ‏ ۵ اکتبر ۱۹۱۹ – ۲۲ اوت ۱۹۹۰) سیاستمدار اهل اتحاد جماهیر شوروی بود.
او در خانواده‌ای اوکراینی از کارگردان راه‌آهن در دبالتسفه در جمهوری شوروی سوسیالیستی اوکراین به‌دنیا آمد و از سال ۱۹۳۹ میلادی، به حزب کمونیست اتحاد شوروی پیوست و به‌طور داوطلبانه در جنگ زمستان در مقابل فنلاند شرکت کرد. وی از سال ۱۹۷۶ میلادی به عضویت کمیته مرکزی حزب کمونیست اتحاد شوروی درآمد. شربینا از سال ۱۹۷۳ تا ۱۹۸۴ وزیر «ساخت‌وساز در صنایع نفت و گاز» و از سال ۱۹۸۴ تا ۱۹۸۹ میلادی، معاون رئیسِ شورای وزیران اتحاد شوروی بود. طی دورانی که او مسئولیت مدیریتی-اجرایی به‌عهده داشت، دو فاجعه بزرگ در اتحاد جماهیر شوروی رخ داد: فاجعه چرنوبیل در سال ۱۹۸۶ و زمین‌لرزه ارمنستان (زمین‌لرزه اسپیتاک) در سال ۱۹۸۸ میلادی.
وی همچنین برندهٔ جوایزی همچون نشان لنین، قهرمان کار سوسیالیست، نشان پرچم سرخ کار، و نشان انقلاب اکتبر شده‌است.
شربینا در سال ۱۹۹۰ در سن ۷۰ سالگی در مسکو درگذشت. مشخص نیست که آیا مرگ او مربوط به تشعشعات اتمی بوده‌است یا خیر، اما جالب آنکه او در سال ۱۹۸۸ حکمی قانونی تهیه کرد که پزشکان اتحاد جماهیر شوروی را از ذکر «تشعشع» به‌عنوان دلیل مرگ یا بیماری منع کرد.